# Parkerita
La parkerita és un mineral de la classe dels sulfurs. Rep el seu nom en honor del mineralogista i petrologista suís Robert Lüling Parker (1893-1973).

## Característiques
La parkerita és un sulfur de fórmula química Ni₃(Bi,Pb)₂S₂. Cristal·litza en el sistema monoclínic en forma de grans menors d'1 mm de longitud; la forma romboèdrica dels grans és controlada per la d'intersecció dels plans de partició i exfoliació. La seva duresa a l'escala de Mohs és 2 o 3.
Segons la classificació de Nickel-Strunz, la parkerita pertany a «02.BD: Sulfurs metàl·lics, M:S > 1:1 (principalment 2:1), amb Pb (Bi)» juntament amb els següents minerals: betekhtinita, furutobeïta, rodoplumsita, shandita, schlemaïta i pašavaïta.

## Formació i jaciments
La parkerita apareix com a grans en altres minerals sulfurs i arsenurs hidrotermals.
Se n'han trobat jaciments a Alemanya, Austràlia, Àustria, el Canadà, Costa d'Ivori, Egipte, Finlàndia, l'Índia, el Japó, el Regne Unit, la República Txeca, Rússia, Sud-àfrica, Suècia, el Vietnam i la Xina. A Espanya s'ha trobat parkerita a les localitats de Mijas, Ojén i a la Sierra Alpujata (Màlaga); i a Loscos (Terol).
Sol trobar-se associada a altres minerals com: galena, bismut natiu, bismutinita, tetradimita, hessita, cubanita, maucherita, nickelina, sperrylita, or natiu, calcopirita, pirrotita, pentlandita i siegenita.